# Ерошевич, Пётр Константинович
Пётр Константинович Ерошевич (укр. Петро Костянтинович Єрошевич) (4 июля 1870 — 1945) — русский и украинский военачальник, генерал-майор. Участник похода в Китай 1900—1901 годов, русско-японской войны 1904—1905 годов, первой мировой.

## Биография
Уроженец Полтавской губернии. Образование получил в Петровском Полтавском кадетском корпусе (1888). В службу вступил 18.09.1888. Окончил Михайловское артиллерийское училище (1891). Выпущен в 5-ю резервную артиллерийскую бригаду. Подпоручик (05.08.1891). Поручик (10.08.1893). Штабс-Капитан (13.07.1897). Окончил Николаевскую академию Генерального штаба (1898; по 1-му разряду). Капитан (17.05.1898). Состоял при Приамурском ВО. Обер-офицер для поручений при штабе Приамурского ВО (15.02.1900-20.04.1901).
Участник военных действий в Китае 1900-1901 гг. Штаб-офицер для особых поручений при штабе 2-го Сибирского армейского корпуса (20.04.1901-03.12.1904). Подполковник (06.12.1901).
Участник русско-японской войны 1904-05. Начальник штаба 79-й пехотной дивизии (03.12.1904-07.08.1906). Начальник штаба 17-й пехотной дивизии (07.08.1906-02.03.1909). Полковник (06.12.1906). Был прикомандирован к артиллерии (09.05.-09.07.1908) и к кавалерии (10.09.-04.10.1908). Штаб-офицер при управлении 48-й пехотной резервной бригады (02.03.1909-01.08.1910). Начальник штаба 43-й пехотной дивизии (01.08.1910-14.01.1912). С 14.01.1912 командир 4-го стрелкового полка.
Участник первой мировой войны. В ноябре 1914 в том же чине и должности. Участвовал в боях у Лодзи. Командовал сводным отрядом составленным из остатков 4-й Сибирской стрелковой дивизии и 1-й стрелковой бригады и прикрывавшим правый фланг 1-го армейского корпуса и направление на Лодзь. Награждён Георгиевским оружием (08.11.1914). Генерал-майор (28.09.1914). Начальник штаба 6-го Сибирского армейского корпуса (08.02.1915-29.04.1917). Состоял в резерве чинов при штабе Петроградского ВО (с 29.04.1917). Начальник штаба 12-й пехотной дивизии (с 27.07.1917). Командующий 12-й пехотной дивизией (с 23.10.1917).
В декабре 1917 дивизия была украинизирована и перешла под контроль Центральной Рады. В украинской армии с 13.04.1918. И.д. командира 2-го Подольского корпуса (утверждён 08.11.1918). 24.09.1918 переименован в чин Генерального Хорунжего (ст. 28.09.1914). 05.11.1918 утвержден в чине Генерального Значкового (21.07.1917). 22.12.1918 во время антигетманского восстания был арестован по распоряжению Директории УНР, но вскоре освобождён. В армии УНР. Командир 1-го Волынского корпуса (01.-04.1919). Командир 9-го корпуса (04.1919). Начальник гарнизона Ровно (с 03.05.1919). Начальник 1-й Северной дивизии армии УНР (с 02.06.1919). Начальник обороны Могилёва-Подольского (с 23.10.1919). 11.11.1919 в Могилёве-Подольском попал в плен к белым. Был отправлен в Одессу и далее в Севастополь и Екатеринодар. В январе 1920 после эвакуации Новороссийска вернулся в Севастополь. В мае 1920 выехал с другими офицерами-украинцами из Крыма через Балканы в армию УНР. 07.10.1920 прибыл в распоряжение Военного Министерства УНР. Начальник тыла армии УНР (с 16.10.1920). Заместитель Военного Министра правительства УНР (с 03.11.1921). С 04.11.1921 совмещал эту должность с постом начальника тыла армии УНР.
С 1923 в эмиграции. Проживал в Калише (Польша). В 1945 арестован органами контрразведки «СМЕРШ». Погиб в Лукьяновской тюрьме.

## Награды
- орден Св. Станислава 3-й степени с мечами и бантом (1901)
- орден Св. Анны 3-й степени с мечами и бантом (1901)
- орден Св. Станислава 2-й степени с мечами (1905)
- орден Св. Анны 2-й степени с мечами (1905)
- орден Св. Владимира 4-й степени с мечами и бантом (1906)
- орден Св. Владимира 3-й степени (1910)
- Георгиевское оружие (08.11.1914)